# Музикална кутия (филм)
„Музикална кутия“ (на английски: Music Box) е американски драматичен филм от 1989 г. В него участват Джесика Ланг, Армин Мюлер-Щал и Фредерик Форест.